# عمار البصري
عمار البصري هو لاهوتي سرياني شرقي عاش خلال القرن التاسع الميلادي.
يعد عمار البصري من أبرز لاهوتي دفاعي مسيحي في عهده حيث احتوى أشهر كتبه كتاب المسائل والأجوبة أربعة فصول تتناول وجود الله والخليقة والأناجيل الأربعة والثالوث والتجسد، مرتبة في إحدى وخمسون سؤالا وجوابا.